# Mubarak Al-Kabeer (gouvernorat)
Mubarak Al-Kabeer  est un gouvernorat du Koweït, sa capitale est Mubarak Al-Kabeer .
En 2000, le gouvernorat d'Hawalli est divisé en deux créant cette sixième subdivision au sud du territoire.